# Хокей на зимових Олімпійських іграх 1956
Хокейний турнір на зимових Олімпійських іграх 1956 проходив з 26 січня по 4 лютого 1956 року в місті Кортіна-д'Ампеццо (Італія). На попередньому етапі десять команд виступали у трьох групах. По дві найкращі збірні отримали право безпосередньо боротися за нагороди.
У рамках турніру проходили 23-й чемпіонат світу і 34-й чемпіонат Європи. Три комплекти золотих нагород здобула збірна Радянського Союзу.

## Група А

### Підсумкова таблиця
| М | Команда         | І | Пер | Н | Пор | ЗШ | ПШ | О |
| - | --------------- | - | --- | - | --- | -- | -- | - |
| 1 | Канада          | 3 | 3   | 0 | 0   | 30 | 1  | 6 |
| 2 | Німеччина (ОНК) | 3 | 1   | 1 | 1   | 9  | 6  | 3 |
| 3 | Італія          | 3 | 0   | 2 | 1   | 5  | 7  | 2 |
| 4 | Австрія         | 3 | 0   | 1 | 2   | 2  | 32 | 1 |

Скорочення: М = підсумкове місце, І = ігри, Пер = перемоги, Н = нічиї, Пор = поразки, ЗШ = закинуті шайби, ПШ = пропущені шайби, О = набрані очки

### Результати матчів
| Дата       | Команда   | Рахунок | Команда   |
| ---------- | --------- | ------- | --------- |
| 26.01.1956 | Канада    | 4 : 0   | Німеччина |
| 26.01.1956 | Італія    | 2 : 2   | Австрія   |
| 27.01.1956 | Італія    | 2 : 2   | Німеччина |
| 27.01.1956 | Канада    | 23 : 0  | Австрія   |
| 28.01.1956 | Німеччина | 7 : 0   | Австрія   |
| 28.01.1956 | Італія    | 1 : 3   | Канада    |

## Група В

### Підсумкова таблиця
| М | Команда        | І | Пер | Н | Пор | ЗШ | ПШ | О |
| - | -------------- | - | --- | - | --- | -- | -- | - |
| 1 | Чехословаччина | 2 | 2   | 0 | 0   | 12 | 6  | 4 |
| 2 | США            | 2 | 1   | 0 | 1   | 7  | 4  | 2 |
| 3 | Польща         | 2 | 0   | 0 | 2   | 3  | 12 | 0 |

### Результати матчів
| Дата       | Команда        | Рахунок | Команда |
| ---------- | -------------- | ------- | ------- |
| 27.01.1956 | Чехословаччина | 4 : 3   | США     |
| 28.01.1956 | США            | 4 : 0   | Польща  |
| 29.01.1956 | Чехословаччина | 8 : 3   | Польща  |

## Група С

### Підсумкова таблиця
| М | Команда   | І | Пер | Н | Пор | ЗШ | ПШ | О |
| - | --------- | - | --- | - | --- | -- | -- | - |
| 1 | СРСР      | 2 | 2   | 0 | 0   | 15 | 4  | 4 |
| 2 | Швеція    | 2 | 1   | 0 | 1   | 7  | 10 | 2 |
| 3 | Швейцарія | 2 | 0   | 0 | 2   | 8  | 16 | 0 |

### Результати матчів
| Дата       | Команда | Рахунок | Команда   |
| ---------- | ------- | ------- | --------- |
| 27.01.1956 | СРСР    | 5 : 1   | Швеція    |
| 28.01.1956 | Швеція  | 6 : 5   | Швейцарія |
| 29.01.1956 | СРСР    | 10 : 3  | Швейцарія |

## Фінал

### Підсумкова таблиця
| М | Команда         | І | Пер | Н | Пор | ЗШ | ПШ | О  |
| - | --------------- | - | --- | - | --- | -- | -- | -- |
| 1 | СРСР            | 5 | 5   | 0 | 0   | 25 | 5  | 10 |
| 2 | США             | 5 | 4   | 0 | 1   | 26 | 12 | 8  |
| 3 | Канада          | 5 | 3   | 0 | 2   | 23 | 11 | 6  |
| 4 | Швеція          | 5 | 1   | 1 | 3   | 10 | 17 | 3  |
| 5 | Чехословаччина  | 5 | 1   | 0 | 4   | 20 | 30 | 2  |
| 6 | Німеччина (ОНК) | 5 | 0   | 1 | 4   | 6  | 35 | 1  |

### Результати матчів
| Дата       | Команда        | Рахунок | Команда        |
| ---------- | -------------- | ------- | -------------- |
| 30.01.1956 | США            | 7 : 2   | Німеччина      |
| 30.01.1956 | Канада         | 6 : 3   | Чехословаччина |
| 30.01.1956 | СРСР           | 4 : 1   | Швеція         |
| 31.01.1956 | СРСР           | 8 : 0   | Німеччина      |
| 31.01.1956 | Швеція         | 5 : 0   | Чехословаччина |
| 31.01.1956 | США            | 4 : 1   | Канада         |
| 01.02.1956 | США            | 6 : 1   | Швеція         |
| 02.02.1956 | Канада         | 10 : 0  | Німеччина      |
| 02.02.1956 | СРСР           | 7 : 4   | Чехословаччина |
| 03.02.1956 | Чехословаччина | 9 : 3   | Німеччина      |
| 03.02.1956 | Канада         | 6 : 2   | Швеція         |
| 03.02.1956 | СРСР           | 4 : 0   | США            |
| 04.02.1956 | СРСР           | 2 : 0   | Канада         |
| 04.02.1956 | Німеччина      | 1 : 1   | Швеція         |
| 04.02.1956 | США            | 9 : 4   | Чехословаччина |

## Призери
СРСР: воротарі — Микола Пучков, Григорій Мкртичан; захисники — Микола Сологубов, Іван Трегубов, Генріх Сидоренков, Дмитро Уколов, Альфред Кучевський; нападники — Євген Бабич, Віктор Шувалов, Всеволод Бобров, Юрій Крилов, Олексій Гуришев, Олександр Уваров, Валентин Кузін, Микола Хлистов, Юрій Пантюхов, Віктор Никифоров. Тренери — Аркадій Чернишов, Володимир Єгоров.
 США: воротарі — Дон Рігазіо, Віллард Айкола; захисники — Річард Догерті, Річард Мередіт, Едвард Семпсон, Деніел Маккіннон, Річард Роденгейзер; нападники — Джон Меясич, Велдон Ольсон, Білл Клірі, Кеннет Перпер, Джон Метчефтс, Юджин Кемпбелл, Венделл Андерсон, Джон Петроскі, Гордон Крістіан, Веллінгтон Бертнетт. Тренер — Джон Маріуччі.
 Канада: воротарі — Дені Бродер, Кіт Вудолл; захисники — Артур Горст, Говард Лі, Флойд Мартін, Джек Маккензі; нападники — Джеррі Тіберг, Джеймс Логан, Пол Нокс, Джордж Скоулз, Дональд Роуп, Кен Лофмен, Роберт Вайт, Чарльз Брукер, Берл Клінк, Білл Колвін, Альфред Горн. Тренер — Боб Бауер.

## Найкращі гравці
| Позиція  | Гравець          |
| -------- | ---------------- |
| Воротар  | Віллард Айкола   |
| Захисник | Микола Сологубов |
| Нападник | Джек Маккензі    |

## Найкращі бомбардири
| М  | Гравець          | Очки     |
| -- | ---------------- | -------- |
| 1  | Джеймс Логан     | 12 (7+5) |
| 1  | Пол Нокс         | 12 (7+5) |
| 3  | Всеволод Бобров  | 11 (9+2) |
| 3  | Джеррі Тіберг    | 11 (9+2) |
| 5  | Джон Маккензі    | 11 (7+4) |
| 6  | Джон Меясич      | 10 (7+3) |
| 7  | Олексій Гуришев  | 9 (7+2)  |
| 8  | Властіміл Бубнік | 9 (5+4)  |
| 9  | Джордж Скоулз    | 8 (5+3)  |
| 10 | Віктор Шувалов   | 7 (5+2)  |

## Фінал (за 7-10 місця)

### Підсумкова таблиця
| М  | Команда   | І | Пер | Н | Пор | ЗШ | ПШ | О |
| -- | --------- | - | --- | - | --- | -- | -- | - |
| 7  | Італія    | 3 | 3   | 0 | 0   | 21 | 7  | 6 |
| 8  | Польща    | 3 | 2   | 0 | 1   | 12 | 10 | 4 |
| 9  | Швейцарія | 3 | 1   | 0 | 2   | 12 | 18 | 2 |
| 10 | Австрія   | 3 | 0   | 0 | 3   | 9  | 19 | 0 |

### Результати матчів
| Дата       | Команда   | Рахунок | Команда   |
| ---------- | --------- | ------- | --------- |
| 31.01.1956 | Швейцарія | 7 : 4   | Австрія   |
| 01.02.1956 | Польща    | 6 : 2   | Швейцарія |
| 01.02.1956 | Італія    | 8 : 2   | Австрія   |
| 02.02.1956 | Італія    | 8 : 3   | Швейцарія |
| 02.02.1956 | Польща    | 4 : 3   | Австрія   |
| 03.02.1956 | Італія    | 5 : 2   | Польща    |

## Чемпіонат Європи
1. СРСР
2. Швеція
3. Чехословаччина
4. Німеччина (ОНК)
5. Італія
6. Польща
7. Швейцарія
8. Австрія